# Вікі Пападопулу
Вікі Пападопулу (*9 лютого 1982, Афіни, Греція) — грецька акторка.

## Вибіркова фільмографія
- 1996 «Акрополь»
- 2004 «Анастасія» — Анастасія
- 2008 «Маленькі злочини»
- 2012 «Челсі-Барселона» — менеджерка банку
- 2014 «Небеса»
- 2015 «Республіка» — Евелін